# مكاو أزرق أصفر
مكاو أزرق أصفر أو مقو أزرق أصفر (الاسم العلمي: Ara ararauna) (بالإنجليزية: Blue-and-yellow Macaw)‏ ، ويسمى أيضا المكاو الأزرق والذهبي، ببغاء من الفصيلة الفرعية ببغاء الإقليم المداري التي تنتمي الي (فصيلة: ببغاء حقيقي) ، يعيش في أمريكا الجنوبية، ويتكاثر في الغابات والغابات الاستوائية من أمريكا الجنوبية الممتدة من ترينيداد وفينزويلا إلى الجنوب من البرازيل وبوليفيا والباراغواي، وتمتد قليلا إلى أمريكا الوسطى التي تتصل حدودها بباناما.

## الوصف

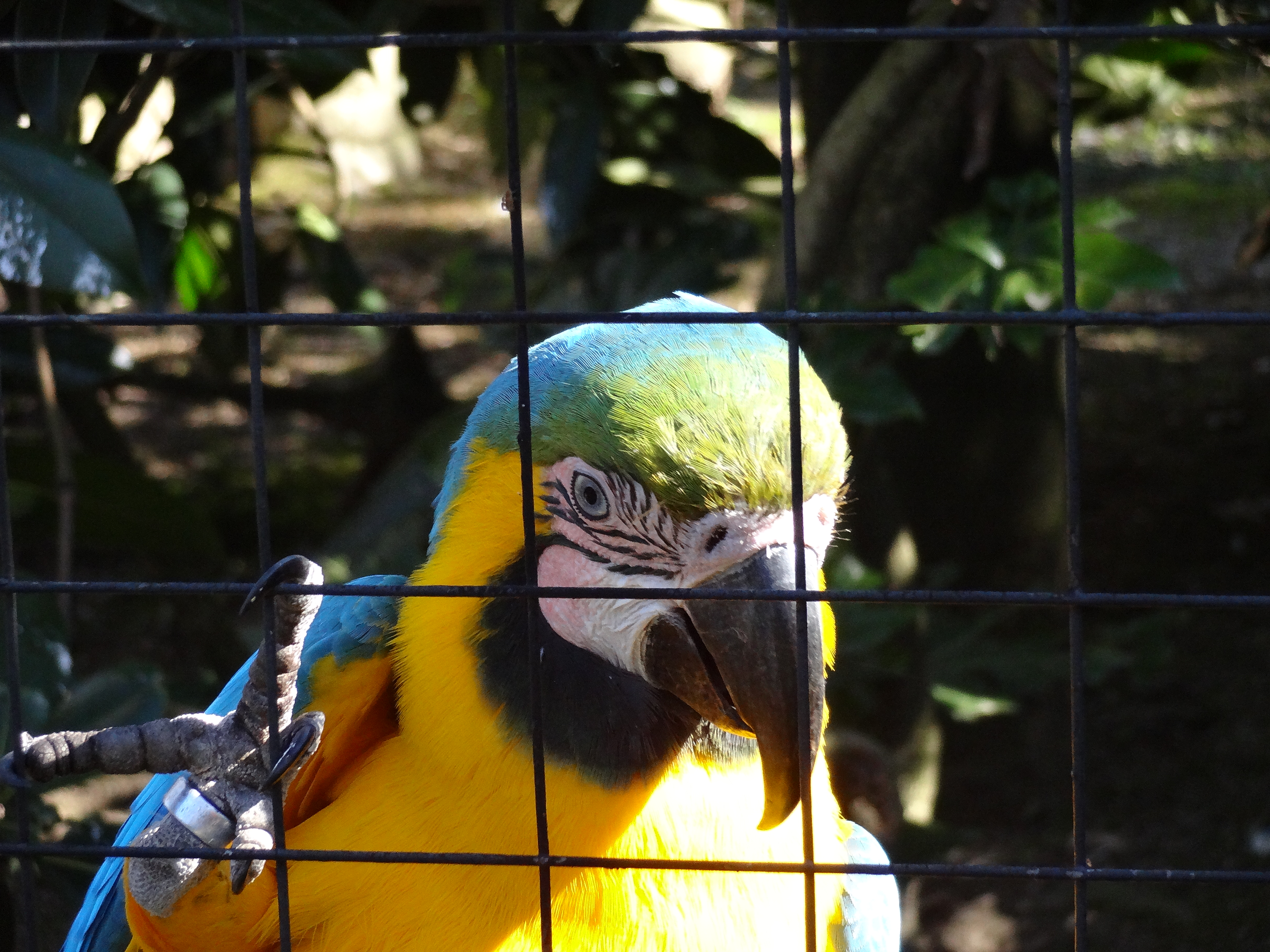
مكاو أزرق أصفر

يتراوح طول هذا الطائر ما بين 76 إلى 86 سنتمترا، وكتلته ما بين 900 إلى 1300 غرام، أما شكله فيتميز باللونين الأزرق والأصفر، فذيله وأجنحته زرقاء، وذقنه أزرق غامق، والجزء الداخلي من جسمه ذهبي، وجبهته خضراء، ومنقاره أسود وقوي جدا يستخدمه لطحن الجوز. أما وجهه فغير مغطى بالريش، ولونه أبيض يتحول إلى اللون الزهري عند اهتياج الطائر، وهذا الوجه مخطط بريش صغير أسود.
هناك بعض الاختلاف في لون ريش هذا الطائر حسب المكان، فبعضه يمتلك ريشا برتقاليا داخليا أكثر من غيره، خصوصا عند الصدر، وقد شوهد هذا في طيور ترينيداد وغيرها من مناطق الكاريبي، ويبدو أن السبب في ذلك عوامل بيئية.
يستخدم المكاو الأزرق والأصفر منقاره القوي لطحن أغلفة الجوز، وكذلك للتسلق والتعلق بالأشجار.

## التكاثر
يتكاثر المكاو الأزرق والأصفر من أجل استمرار الحياة، ويضع الأعشاش في ثقوب الأشجار، و تقوم الإناث بوضع بيضتين أو ثلاثة، ثم تحتضنها حوالي 28 يوما، ويظهر الريش على الصغار في أعشاشها بعد الفقس بحوالي 90 يوما.

## تربية الناس له
تشيع تربية المكاو الأزرق والأصفر حيوانا أليفا بسبب شكله المميز وقدرته على الكلام، ولكن حجمه الكبير يسبب مشكلة، كما أنه يتطلب جهدا كبيرا وخبرة من المربي أكثر من غيره من الحيوانات الأليفة كالكلاب والقطط.
المكاو الأزرق والأصفر ذكي جدا واجتماعي، لذا فإنه يشكل صديقا محببا وجيدا للشخص الذي يستطيع توفير متطلباته، كما أنه يرتبط بقرب شديد بمالكيه. ويتصرف هذا المكاو بعدوانية في مواسم التزاوج، التي هي في العادة من ستة أسابيع إلى ثمانية أسابيع من فصل الربيع.
المكاو الأزرق والأصفر يصرخ ويصدر أصواتا عالية حتى ولو كان مروَّضا بشكل ممتاز، وهذا الصوت المرتفع إضافة إلى قيامه بمضغ الأشياء تصرفات طبيعية من سلوك هذا الطائر ينبغي توقعها عند أسرة. وبسبب حجمه الكبير لا بد من توفير مساحة كبيرة له ليتمكن من الطيران فيها، إذ يجب ألا يقل حجم تطويقه عن طول 15 مترا (حسب جمعية الببغاوات العالمية World Parrot Trust).

## الغذاء
يتطلب المكاو الأزرق والأصفر غذاء متنوعا، فالغذاء الذي يتكون من الحبوب فقط مثلا يؤدي إلى بعض المشاكل الصحية كنقص الفيتامين. وهذا مثال على الغذاء الجيد: تشكيلة طازجة من الحبوب والجوز والفاكهة المجففة والخضار الطازج (الخضار الأخضر والجذور)، ويجب تقديمها بشكل منتظم، كما يحب المكاو الأزرق والأصفر أن يتناول الطعام مع مربيه، كأن يتناول المعكرونة والخبز وغير ذلك معه. ومن المهم تجنب الغذاء ذي المحتوى الدهني الكبير عند تقديم الغذاء لهذا المكاو، وهناك بعض الأغذية السامة للطيور والببغاوات يجب تجنبها، مثل الكرز والأفوكادو والشوكولاتة والكافيين. أما الأغذية الآمنة فتتضمن البرتقال والتفاح والعنب والفستق والجوز وبذور عباد الشمس.

## معرض الصور

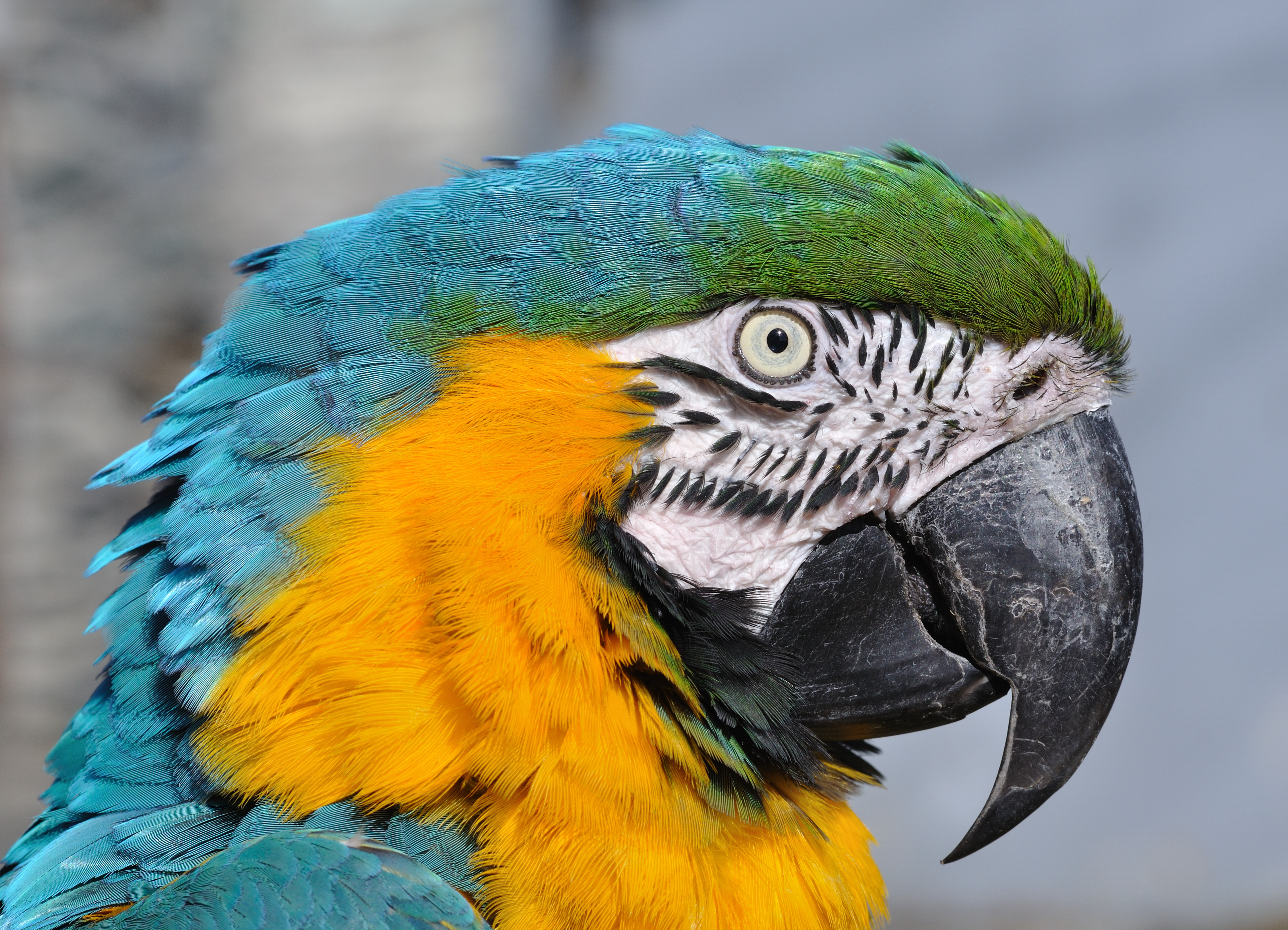
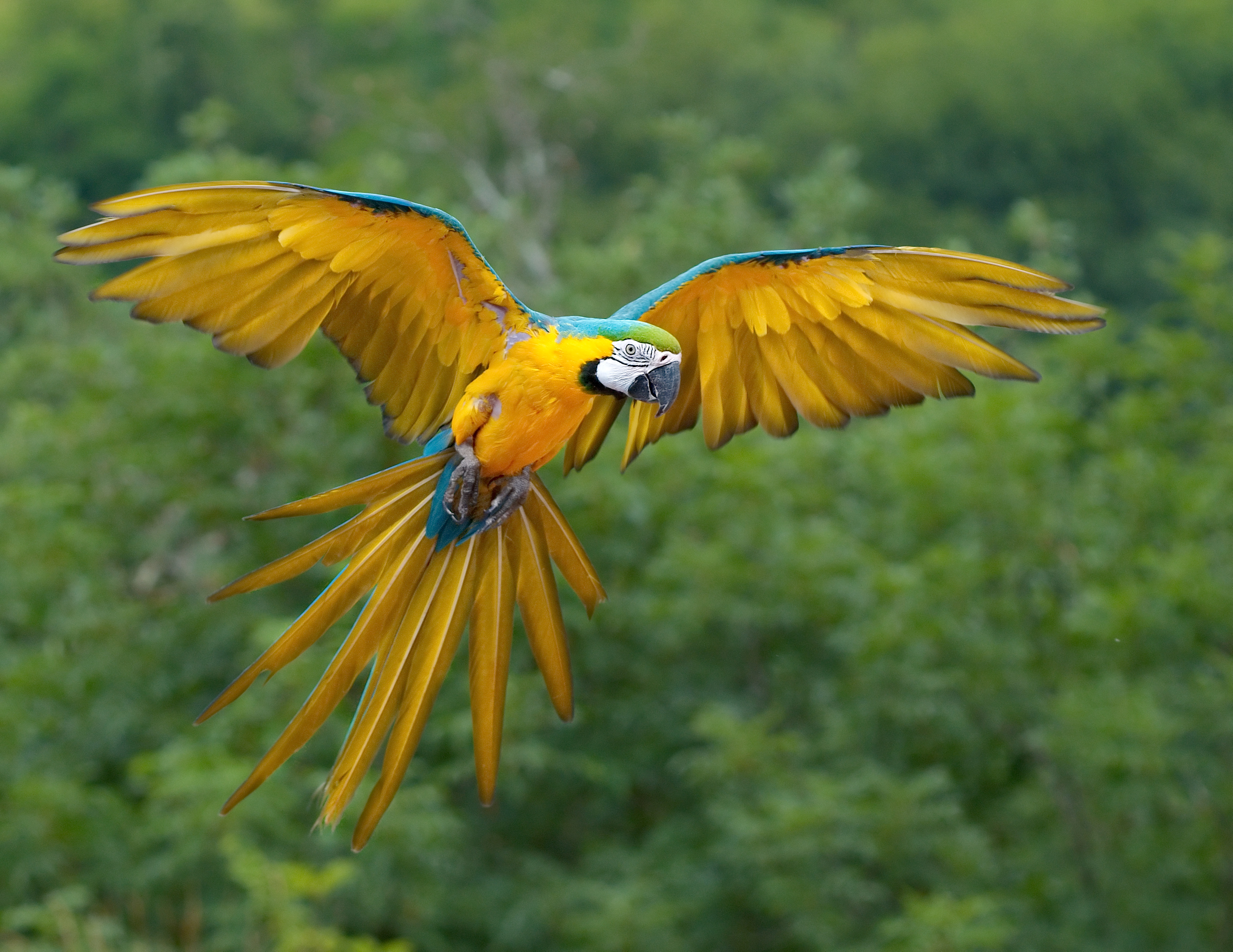
مكاو أزرق أصفر يطير
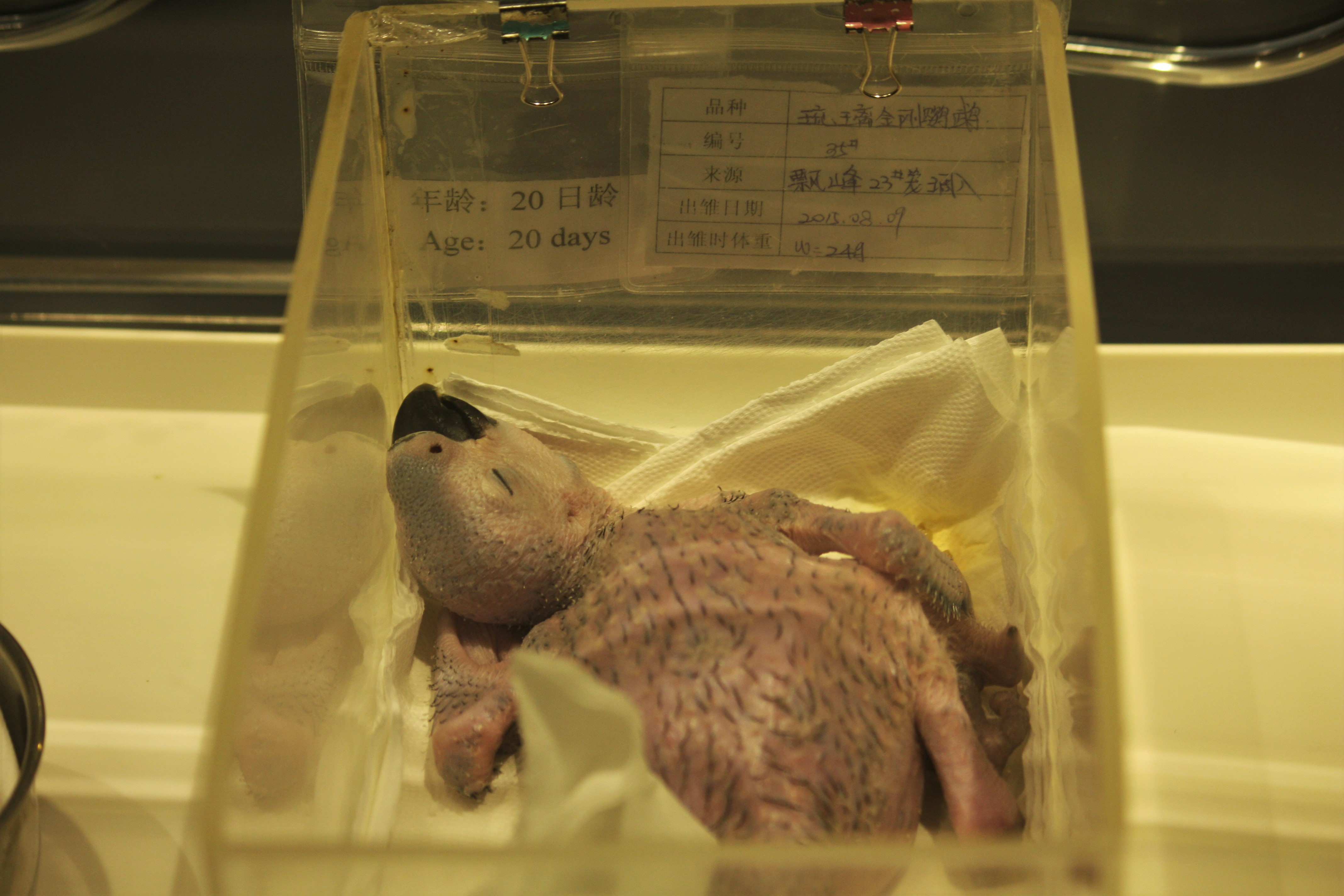
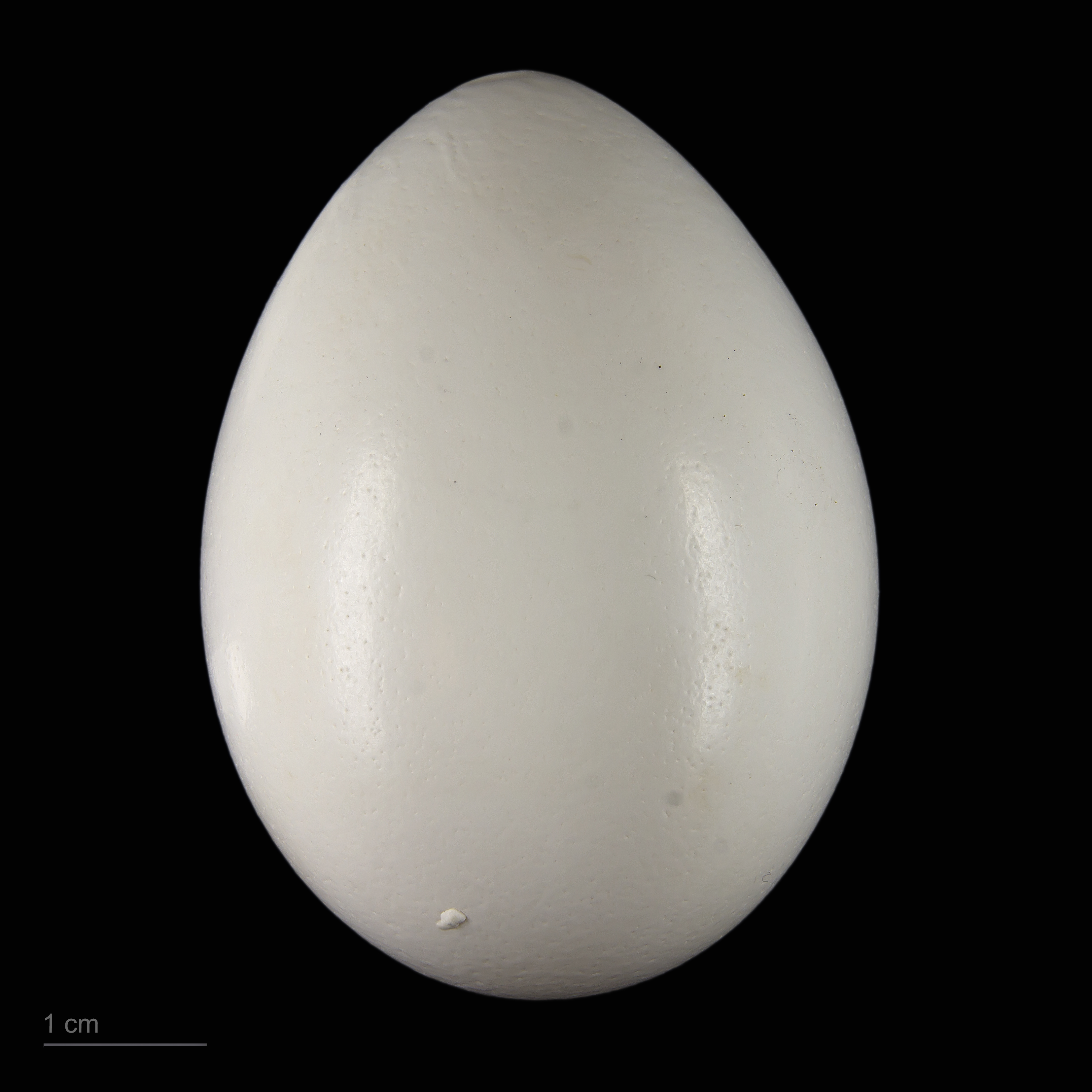
Museum specimen